# Jack et la Mécanique du cœur
Pour les articles homonymes, voir La Mécanique du cœur.
Pour plus de détails, voir Fiche technique et Distribution.
Jack et la Mécanique du cœur est un film d'animation musical réalisé par Stéphane Berla et Mathias Malzieu, sorti le 5 février 2014. Le film est inspiré par le livre La Mécanique du cœur de Mathias Malzieu et par l'album homonyme de Dionysos.
La musique du film a été entièrement composée par le groupe Dionysos, reprenant des morceaux de l'album La Mécanique du cœur ainsi que de nouveaux. Ainsi, le titre Jack et la Mécanique du cœur sur lequel participent Arthur H, Olivia Ruiz et Jean Rochefort, est publié le 21 octobre 2013.
Le film débute à Édimbourg en 1874. Jack naît le jour le plus froid du monde et son cœur en reste gelé. Le docteur Madeleine le sauve en remplaçant son cœur défectueux par une horloge mécanique. Il survivra avec ce bricolage magique à condition de respecter 3 règles : premièrement ne pas toucher à ses aiguilles, deuxièmement maîtriser sa colère, et surtout ne jamais, au grand jamais, tomber amoureux. Sa rencontre avec Miss Acacia, une petite chanteuse de rue, va précipiter la cadence de ses aiguilles. Prêt à tout pour la retrouver, Jack se lance tel un Don Quichotte dans une quête amoureuse qui le mènera des lochs écossais à Paris et jusqu'aux portes de l'Andalousie.

## Synopsis
Un jour glacial à Édimbourg, en 1874, il fait si froid que même les oiseaux gèlent dans le ciel. Une jeune femme enceinte grimpe une colline en périphérie de la ville. Elle cherche à atteindre une maison tout en haut de la colline. La jeune femme s'évanouit devant la porte. Madeleine, « une sage-femme dite folle par tous les habitants » sort de la maison et la traîne à l'intérieur. La jeune femme se réveille et s'aperçoit qu'on l'a installée sur un siège d'accouchement. Le travail débute et le bébé naît : c'est un petit garçon dont le cœur a gelé. Madeleine ouvre alors son thorax, enlève le cœur congelé et le remplace par une petite horloge à coucou. Elle s’adresse au bébé et lui dicte les trois règles qu’il devra suivre afin de préserver le mécanisme délicat de son cœur artificiel : « Premièrement, ne touche pas à tes aiguilles ; deuxièmement, ta colère tu devras maîtriser ; et surtout, ne jamais oublier quoiqu'il arrive, ne jamais se laisser, tomber amoureux. » Madeleine, la jeune maman et le bébé vont se coucher dans le lit de Madeleine. La jeune maman dit à son enfant : « elle fera une bien meilleure mère que moi » et s’enfuit en le laissant.
Dix ans plus tard, on voit le petit Jack se réveiller dans ce même lit. Il remonte l’horloge de son cœur et se précipite dans le séjour où il croise les autres enfants adoptifs de sa mère adoptive : Anna et Luna, ainsi qu’Arthur, venu se faire réparer la colonne vertébrale. Celui-ci a un xylophone le long du dos que Madeleine est en train de graisser. C’est l’anniversaire de Jack et son cadeau est de pouvoir sortir pour la première fois de la maison. Madeleine et lui se rendent en ville. Jack est tout excité et émerveillé par tout ce qui l’entoure. Alors que Madeleine est arrêtée par un passant avec qui elle discute, Jack est attiré par le son d’un orgue de Barbarie et court dans sa direction. Il rencontre alors une jolie chanteuse et tombe sous son charme. La jeune fille lui avoue « qu’[elle] l’entend mais qu’[elle] ne pourr[a] jamais [le] reconnaître même assis entre deux petits vieux » car elle ne voit rien sans ses lunettes qu’elle refuse de porter car « elles lui font une drôle de tête, une tête de flamme à lunettes ». Le cœur mécanique de Jack s’emballe et la jeune fille lui demande alors quel est ce drôle de bruit, ce à quoi Jack répond qu’il s’agit de la pluie. Alors qu'ils sont sur le point de s’embrasser, le mécanisme lâche et Jack s’évanouit. Madeleine arrive en courant et ramène Jack chez elle pour réparer son cœur.
Lorsqu’il se réveille, Anna, Luna et Arthur sont à son chevet. Madeleine est en train de clouer au-dessus de son lit les trois règles qu’il doit respecter pour survivre : « ne pas toucher à tes aiguilles ; maîtriser ta colère ; ne jamais tomber amoureux ». Jack s’aperçoit que Luna porte la même robe que la petite chanteuse. Elle lui explique qu’il s’agit de son uniforme d’école. Jack demande alors à Madeleine de l’inscrire à l’école (sans lui dire que son but est de revoir la petite chanteuse). Lors de son premier jour, il tente de demander à tous ses camarades dans la cour de récré s’ils connaissent une petite chanteuse à lunettes. Il se fait alors alpaguer par Joe, le caïd de l’école, qui n’apprécie pas ses questions car lui aussi est amoureux de la petite chanteuse. Il lui apprend qu’elle s’appelle Miss Acacia et qu’elle est repartie dans son pays. Joe le menace et lui interdit de parler de « sa » Miss Acacia. S’ensuivent alors des années d’humiliation et de mauvais traitements pour Jack. Joe s’amuse à le martyriser dans la cour de récré, en jouant notamment avec les mécanismes de son horloge. On peut notamment apercevoir à chaque traitement d'humiliation et/ou de souffrance de Joe par rapport à Jack une scène représentant le onzième, douzième, treizième puis quatorzième anniversaire de Jack. Cela signifie que pendant 4 ans Joe continuera à faire souffrir Jack gratuitement.
Le jour de ses quatorze ans, après avoir subi de nouvelles brimades, Jack ramasse une carte postale que Joe a fait tomber de sa poche. Il y est écrit « Joyeux anniversaire. Miss Acacia ». La carte vient de Valence et on voit au dos la photo d’une fête foraine, « l’Extraordinarium ». Joe tente de récupérer la carte mais ne parvient qu’à en déchirer la moitié. Une bagarre éclate entre les deux jeunes garçons. Joe tente d’étrangler Jack mais le coucou de son horloge se déclenche et crève l’œil de Joe. Ce dernier tombe alors à la renverse, permettant à Jack de s’enfuir. Il se réfugie chez lui et raconte ce qui vient de se passer à Madeleine, Anna, Luna et Arthur. Madeleine s’empresse alors de préparer la valise de Jack et demande à Anna, Luna et Arthur de l’accompagner jusqu’à la gare afin qu’il prenne le premier train pour quitter la ville. Ils s’enfuient tous les quatre par une porte dérobée alors que la police arrive à la porte de Madeleine.
Jack se retrouve seul à bord d'un étonnant train-accordéon. Il est triste et ne pense qu’à retrouver Miss Acacia. C’est alors qu’un homme inquiétant apparaît et l’attaque : c’est Jack l’Éventreur qui, armé d’un couteau, le poursuit dans le train (il n’est pas nommé dans le film mais c’est le nom qu’il porte dans le titre «La Panique Mécanique » titre du groupe Dionysos). Le cœur mécanique de Jack s’emballe et commence à chauffer. Jack se réfugie sous un siège. Il est sauvé par l’arrêt du train en gare et la montée d’un passager qui font s’enfuir l’Éventreur. Le passager trouve Jack caché sous un siège. Voyant l’état de son horloge et étant lui-même bricoleur, il lui propose de l’accompagner dans son atelier à Paris pour le réparer. L’homme s’appelle Georges Méliès. C’est un inventeur, magicien, prestidigitateur farfelu et exubérant qui travaille sur un appareil appelé le cinématographe. Arrivé dans son atelier, il répare l’horloge de Jack qui lui parle de Miss Acacia. Méliès le pousse alors à partir avec lui pour l’Andalousie afin de la retrouver.
Après avoir traversé la moitié de l’Europe en train, tous deux arrivent à l’Extraordinarium. Il s’agit d’un mélange entre une fête foraine et un cirque, où l’on croise des êtres étranges tels qu’une femme à deux têtes, une femme ballon ou un homme-trompette. Jack est interpellé par la gérante revêche du train fantôme qui lui propose une place d’épouvanteur dans son attraction. Il entend une annonce pour le concert d’une chanteuse de flamenco. Jack rejoint Méliès et ils se rendent au concert, où il découvre que la chanteuse est bel et bien Miss Acacia. Après le spectacle, Jack se rend dans la loge de Miss Acacia et lui offre un bouquet de lunettes. Ils se donnent rendez-vous le lendemain au train fantôme. Jack retourne auprès de la gérante et accepte le poste d’épouvanteur. Miss Acacia arrive au rendez-vous et monte dans l’un des wagons. Jack se joint à elle et ils profitent tous les deux du tour. Ils se baladent ensuite dans l’attraction et lorsque Jack lui propose de se revoir, elle lui avoue être amoureuse d’un autre garçon rencontré à Édimbourg et que ce ne serait pas honnête de lui faire espérer quoi que ce soit alors qu’elle pense à lui. Jack croit qu’il s’agit de Joe. Ils se donnent malgré tout rendez-vous le lendemain au cinématographe pour la projection du premier film de Méliès. Celui-ci s’est mis en scène au côté de la femme à deux têtes et d’autres résidents de l’Extraordinarium dans sa propre version de Roméo et Juliette. Après le film, Jack et Miss Acacia vont se balader et parlent de l’amoureux de celle-ci. Jack comprend alors qu’il est le garçon qu’elle aime mais ne sait pas comment le lui dire. Il demande conseil à Méliès et le lendemain, il invite Miss Acacia au cinématographe où Méliès, aidé de Jack et de la femme à deux têtes, rejoue la scène de la rencontre entre Jack et Miss Acacia à l’aide de pantins. En découvrant la vérité, cette dernière s’évanouit et Jack la ramène à sa loge. Une fois réveillée, Jack lui avoue ses sentiments et lui confie la clé de son cœur, celle qui permet de remonter le mécanisme de son horloge. Miss Acacia lui raconte que le jour de leur rencontre, ses parents, qui vivaient clandestinement en Écosse, ont été dénoncés. Elle a dû s’enfuir seule et s’est retrouvée à l’Extraordinarium. Jack lui propose de quitter la ville avec lui après son dernier concert, ce qu’elle accepte. Alors qu’ils sont sur le point de s’embrasser, Miss Acacia est sommée de se rendre au kiosque pour son numéro. Jack retourne au train fantôme où il démissionne, et part assister au concert de Miss Acacia.
C’est alors qu’une voiture arrive. Joe en descend : il est borgne et porte un bandeau sur l’œil. Il se rend dans la loge de Miss Acacia, bien déterminé à repartir à Édimbourg avec elle. Afin de la pousser à quitter Jack, il lui raconte que Jack lui a crevé l’œil dans un excès de colère et que son cœur le rend complètement instable. Miss Acacia ne le croit pas et demande à Jack de s’expliquer lorsque celui-ci arrive. Jack lui confirme qu’il a crevé l’œil de Joe mais qu’il s’agissait d’un accident. Miss Acacia le repousse et part donner son concert. Joe et Jack se retrouvent alors face à face et commencent à se battre. Ils sont arrêtés par Miss Acacia qui décide de quitter Jack car elle se rend compte de son instabilité. Elle tourne les talons et choisit de partir avec Joe. Fou de douleur, Jack arrache une partie de son horloge et commence à délirer. Méliès le pousse alors à retourner à Édimbourg pour que Madeleine le répare. Il le fait monter dans une voiture à destination de la gare. Également en route pour Édimbourg, Joe apprend à Miss Acacia que Madeleine est morte en cellule le lendemain de son arrestation. Pour lui, c’est une preuve que Jack amène le malheur à tous les gens qui l’entourent. Alors que leur voiture est arrêtée à cause d’un problème mécanique, Miss Acacia se rend compte qu’elle a toujours la clé du cœur de Jack. Elle retourne précipitamment à l’Extraordinarium où Méliès lui explique que Jack est parti pour se faire réparer par Madeleine. Miss Acacia lui répond que celle-ci est décédée et qu’il faut arrêter Jack au plus vite. Méliès la presse alors de le rattraper et lui confie le cadran de l’horloge qu’il a récupéré, en espérant qu’elle arrivera à faire quelque chose pour Jack. Avant qu’elle ne reparte, Méliès lui confie le journal qu’il écrit depuis sa rencontre avec Jack, qui a pour titre « L’Homme sans trucage », qui explique à quel point Jack est amoureux de Miss Acacia et que c’est grâce à lui que Méliès a réussi à finir son cinématographe. Miss Acacia arrive trop tard à la gare où l’on voit Jack déjà installé dans le train qui part juste devant elle. Elle attend jusqu’au matin le train suivant pour Édimbourg.
De retour dans sa ville natale sous la neige, Jack grimpe la colline qui mène à sa maison. Luna, Anna et Arthur lui apprennent que Madeleine est morte de chagrin dans sa cellule. Désespéré, Jack court à l’extérieur de la maison et s’effondre sur la tombe de Madeleine. Miss Acacia arrive et tente de réparer le cœur de Jack en remontant le cadran. Elle rend sa clé à Jack qui décide de la jeter dans le vide. Jack et Miss Acacia s’embrassent. Le temps s’arrête pour tout : la neige, les oiseaux, Miss Acacia. Tout sauf Jack, qui s’éloigne doucement de Miss Acacia et monte au ciel en escaladant des flocons de neige.

## Box-office
Jack et la mécanique du cœur sort en France le 5 février 2014, réalisé par Stéphane Berla et Mathias Malzieu. Lors de son exploitation en salles, le film attire environ 555 205 spectateurs selon l'European Audiovisual Observatory un résultat modéré pour une production d’animation. Bien que le film n’ait pas généré un engouement immédiat, il bénéficie d’un intérêt prolongé, notamment grâce aux locations et aux diffusions sur les plateformes numériques, souvent porté par la nostalgie des spectateurs.
Jack et la mécanique du cœur a été traduit dans plusieurs langues, dont l'anglais, l'espagnol, l'italien, le coréen et le russe, afin de toucher un public international. Bien que le film ait été produit dans plusieurs pays, il n'a pas rencontré un grand succès dans des marchés comme la Belgique, l'Espagne et la Suisse. Parmi ces pays, la Belgique a cependant enregistré le plus grand nombre d'entrées, après la France.
| Pays      | Box-office |
| --------- | ---------- |
| France    | 555205     |
| Allemagne | 7437       |
| Espagne   | 5 482      |
| Belgique  | 33 313     |

## Influences
Dans Jack et la mécanique du cœur, Mathias Malzieu intègre de nombreuses influences artistiques et cinématographiques, créant une œuvre à la fois originale et riche en références. Le personnage principal, Jack, bien qu'unique, rappelle des figures classiques comme Don Quichotte, particulièrement à travers ses idéaux et son amour impossible. Cette référence est accentuée par l’image du moulin, qui renvoie directement à Lost in La Mancha, un film documentaire où Jean Rochefort incarne un Don Quichotte. Il est intéressant de noter que Jean Rochefort, dans Jack et la mécanique du cœur, joue le rôle de Georges Méliès, une figure historique du cinéma, ce qui renforce le lien entre ces influences.
L'une des idées les plus profondes d'origine, qui ont inspiré Malzieu dans la création du personnage de Jack dans ce film ainsi que son histoire, lorsqu'il évoque la mort de sa mère dans un de ses livres notamment celui intitulé Maintenant qu'il fait tout le temps nuit sur toi sorti en 2005
La mise en scène et les choix visuels du film témoignent également de l’influence de Tim Burton, notamment par son atmosphère gothique et fantastique. L’univers visuel du film, aux couleurs et aux formes excentriques, évoque fortement les mondes imaginaires du cinéaste britannique. Cependant, l’influence de Malzieu ne se limite pas aux figures de Burton. Son style fait aussi penser à celui de Pedro Almodóvar et Terry Gilliam, deux réalisateurs connus pour leur capacité à mêler une richesse visuelle avec des narrations profondes, explorant souvent des thèmes de marginalité, de quête de soi et de transformation du monde.
En termes de style visuel, Jack et la mécanique du cœur s’inspire des dessins de l'artiste Nicoletta Ceccoli, dont les personnages aux traits enfantins et aux yeux expressifs apportent une touche particulière au film, renforçant l’aspect onirique et poétique de l’histoire.
Dans ses œuvres, Mathias Malzieu explore fréquemment le thème de la mère et de son influence, un sujet récurrent dans ses créations. Il évoque également sa pratique personnelle des haïkus, en particulier dans l'album Haïku de son groupe Dionysos. Malzieu explique qu’il s’est lancé le défi d’écrire un haïku par jour, une forme poétique qu’il a découverte non pas au Japon, mais au sein de son groupe de fans, influencé par la Beat Generation, Baudelaire, Rimbaud, et d’autres écrivains français majeurs.

## Fiche technique
- Réalisation : Stéphane Berla et Mathias Malzieu
- Scénario : Mathias Malzieu, d'après son roman La Mécanique du cœur
- Musique : Dionysos
- Graphisme : Nicoletta Ceccoli
- Production : Luc Besson et Virginie Silla
- Société de production : EuropaCorp
- Société de distribution : EuropaCorp Distribution
- Pays de production :  France et  Belgique
- Langue originale : français
- Format : couleur
- Genre : animation
- Durée : 1 h 30
- Dates de sortie[7] :  France : 5 février 2014

## Distribution
- Mathias Malzieu : Jack
- Jean Rochefort : Georges Méliès
- Olivia Ruiz : Miss Acacia
- Grand Corps Malade : Joe
- Marie Vincent : Madeleine (voix parlée)
- Emily Loizeau : Madeleine (voix chantée)
- Arthur H : Arthur
- Rossy de Palma : Luna
- Babet : Anna / la femme à 2 Têtes
- Cali : l'homme qui pleure / l'homme trompette
- Dani : Brigitte Heim
- Alain Bashung : Jack l'Éventreur (archives issues de l'album musical La Mécanique du cœur)
- Moon Dailly : la petite fille blonde
- Chloé Renaud : la jeune mère

## Production
Jack et la mécanique du cœur, le film d'animation réalisé par Mathias Malzieu, est une adaptation cinématographique du roman La Mécanique du cœur qu’il avait écrit en 2007. Cette œuvre littéraire, qui a également inspiré un album éponyme du groupe Dionysos, dont Malzieu est le leader, fusionne les univers de la musique et de la narration. Le film a ainsi bénéficié de la collaboration de plusieurs artistes ayant participé à l’album, qui ont prêté leurs voix aux personnages du film, renforçant ainsi l’âme musicale de l'œuvre.
Olivia Ruiz, qui était déjà présente sur l'album, reprend le rôle de Miss Acacia, un personnage central du film. Avec sa voix douce et pleine de sensibilité, elle incarne l'amour de Jack, apportant une dimension émotionnelle et musicale au film. Cette fusion entre la musique de l’album et la narration du film permet de créer une atmosphère unique où chaque voix résonne au-delà du simple doublage.
Les compositeurs-interprètes Grand Corps Malade et Arthur H font également leur entrée dans le monde du film en incarnant respectivement Joe, le père adoptif de Jack, et Arthur, un personnage secondaire clé dans le récit. Tous deux, en tant que créateurs musicaux, insufflent une profondeur supplémentaire à leurs personnages à travers leurs interprétations vocales, qui résonnent avec leur propre univers artistique.
Un choix particulièrement marquant dans la distribution vocale du film est celui de Jean Rochefort, qui prête sa voix à Georges Méliès, une figure historique du cinéma. Le choix de Rochefort s’explique par la volonté de Mathias Malzieu de voir un acteur qui incarne l’esprit inventif et émerveillé de Méliès. Malzieu a souligné la ressemblance entre les deux hommes, que ce soit dans leur passion pour l’invention, leur aspect légèrement mélancolique ou leur capacité à émerveiller les autres. Dans ses déclarations, il évoque « une certaine ressemblance » entre Méliès et Rochefort, en insistant sur la dimension ludique et rêveuse que partagent leurs personnalités.
Enfin, le film fait face à un événement tragique avec la disparition prématurée de Alain Bashung d'un cancer du poumon, également présent sur l’album. Pour maintenir la présence de l’artiste dans le film, la production a fait le choix d'utiliser les enregistrements vocaux déjà réalisés pour l'album. Ce choix permet de conserver l’authenticité de l’œuvre tout en rendant hommage à un artiste disparu, permettant ainsi à sa voix de continuer à accompagner l’histoire.
Ainsi, Jack et la mécanique du cœur ne se contente pas d’être un simple film d’animation, il devient une véritable fusion entre l'art de la narration, la musique et l'animation, avec des artistes qui jouent un rôle central dans la création de l’univers unique du film.

### Equipe de production
1. Producteurs principaux :
  - Virginie Besson-Silla – Productrice
  - Luc Besson – Producteur
2. Coproducteurs délégués :
  - Jeremy Burdek – Coproducteur délégué
  - Nadia Khamlichi – Coproductrice déléguée
  - Adrian Politowski – Coproducteur délégué
  - Gilles Waterkeyn – Coproducteur délégué
3. Producteurs associés :
  - Jean-Baptiste Lere – Producteur associé
4. Coproducteurs :
  - Jeremy Burdek – Coproducteur
  - Nadia Khamlichi – Coproductrice
  - Adrian Politowski – Coproducteur
  - Gilles Waterkeyn – Coproducteur
5. Producteur exécutif :
  - Jean-Baptiste Lere – Producteur exécutif

La liste des rôles clés dans la production de Jack et la mécanique du cœur est issue des informations disponibles sur le site AlloCiné, une source de référence dans l'industrie cinématographique française.

### Nominations et sélections
- Festival international du film fantastique de Gérardmer 2014
- César du cinéma 2015 : Meilleur film d'animation
- Festival du film d'amour de Saint Amour (jura) 2015